# Prêmio Kurt Politzer de Tecnologia
Prêmio Kurt Politzer de Tecnologia  foi lançado em dezembro de 2001 pela Associação Brasileira da Indústria Química (Abiquim) com o objetivo estimular a pesquisa e a inovação na área química no Brasil, reconhecendo projetos de inovação tecnológica na área química que demonstrem a inventividade e a criatividade de empresas e pesquisadores.
A premiação recebeu o nome de  em 2011, uma homenagem ao pesquisador e professor de química Kurt Politzer que colaborou por cerca de 30 anos com a Abiquim. Considerado um dos mais importantes personagens da história da química do Brasil, Kurt Politzer fez parte do Conselho Diretor da Abiquim e coordenou a Comissão de Tecnologia.

## Categoria StartUp
- 2002: Oxiteno
- 2003: Petroflex
- 2004: Braskem
- 2005: Braskem
- 2006: Petroquímica Triunfo
- 2007: Suzano Petroquímica
- 2008: Oxiquímica
- 2009: Rhodia
- 2010: Purcom
- 2011: Oxiteno
- 2012: Oxiteno
- 2013: JBS Couros
- 2014: Rhodia
- 2015: Ipol Nanotecnologia
- 2016: Integra Bioprocesses & Análises
- 2017: Wier

## Categoria Empresa
- 2015: Instituto Nacional de Tecnologia
- 2016: Nortec Química
- 2017: Oxiteno

## Categoria Pesquisador
- 2005: Fernando Galembeck e João Brito
- 2006: Nei Pereira Junior
- 2007: Cláudio José de Araújo Mota
- 2008: Eduardo Falabella Souza Aguiar
- 2009: Rogério da Conceição Rodrigues
- 2010: Celio Pasquini e Liliane Damaris Pollo
- 2011: Silvio Vaz Júnior
- 2012: Luiz Antônio d’Ávila
- 2013: José Osvaldo Beserra Carioca
- 2014: Joana D'Arc Félix de Souza
- 2015: Vanderlan Bolzani, Maria Luiza Zeraik e João Batista Calixto
- 2016: Denise Alves Fungaro, Suzimara Rovani e Luciana Cavalcanti de Azevedo
- 2017: Ângelo de Fátima e Luzia Valentina Modolo